# Trial de Sant Llorenç 1999
L'edició de 1999 del Trial de Sant Llorenç fou la 32a d'aquesta prova, organitzada pel Motor Club Terrassa. El trial era la primera i segona prova del Campionat del Món d'aquell any i tingué lloc el cap de setmana del 20 i 21 de març a Lloret de Mar, la Selva. Hi participaren vora 50 pilots, els quals hagueren de superar 15 zones repartides al llarg d'un recorregut que calia completar 2 vegades.
Després del parèntesi d'un any, el Trial de Sant Llorenç tornava a celebrar-se a Catalunya.

## Classificació primer dia
| Posició | Pilot             | Motocicleta | Punts |
| ------- | ----------------- | ----------- | ----- |
| 1       | Dougie Lampkin    | Beta        | 31    |
| 2       | Marcel Justribó   | Montesa     | 50    |
| 3       | Marc Colomer      | Montesa     | 52    |
| 4       | Amós Bilbao       | Montesa     | 61    |
| 5       | Takahisa Fujinami | Honda       | 64    |
| 6       | Marc Freixa       | Gas Gas     | 68    |
| 7       | Graham Jarvis     | Scorpa      | 69    |
| 8       | Bruno Camozzi     | Gas Gas     | 75    |
| 9       | Albert Cabestany  | Gas Gas     | 82    |
| 10      | Diego Bosis       | Montesa     | 86    |

## Classificació segon dia
| Posició | Pilot             | Motocicleta | Punts |
| ------- | ----------------- | ----------- | ----- |
| 1       | Dougie Lampkin    | Beta        | 14    |
| 2       | Marc Colomer      | Montesa     | 28    |
| 3       | Takahisa Fujinami | Honda       | 37    |
| 4       | Marc Freixa       | Gas Gas     | 40    |
| 5       | Amós Bilbao       | Montesa     | 45    |
| 6       | Marcel Justribó   | Montesa     | 47    |
| 7       | Graham Jarvis     | Scorpa      | 48    |
| 8       | Albert Cabestany  | Gas Gas     | 49    |
| 9       | Bruno Camozzi     | Gas Gas     | 52    |
| 10      | Adam Raga         | Gas Gas     | 53    |